# George Nichols (acteur)
Pour les articles homonymes, voir George Nichols et Nichols.
George Nichols, né le 28 octobre 1864 à Rockford (Illinois) et mort le 20 septembre 1927 à Hollywood (Californie), est un acteur et réalisateur américain du cinéma muet.

## Filmographie

### En tant qu'acteur
Sauf précision, les films tournés à la Biograph sont réalisées par D.W. Griffith.
- 1908 : La Vocation théâtrale (Behind the Scenes) : le Docteur
- 1908 : The Heart of O'Yama : Grand Daimio (non confirmé)
- 1908 : A Smoked Husband
- 1908 : L'Or du pirate (The Pirate's Gold)
- 1909 : L'Âme du violon (The Voice of the Violin) :
- 1909 : One Busy Hour : le client
- 1909 : A Baby's Shoe : The Priest
- 1909 : The Jilt : Mover/Second Thief/Wedding Guest
- 1909 : The Cricket on the Hearth : Mr. Fielding
- 1909 : What Drink Did : ouvrier
- 1909 : Her First Biscuits : policier
- 1909 : His Wife's Visitor (short)
- 1909 : The Seventh Day
- 1909 : The Sealed Room : ouvrier
- 1909 : The Little Darling : In Store
- 1909 : The Hessian Renegades : Hessian
- 1909 : Getting Even : mineur
- 1909 : The Broken Locket : Doctor / Outside Company Office
- 1909 : In Old Kentucky : Homecoming Party
- 1909 : A Fair Exchange : Thief
- 1909 : Leather Stocking : The Colonel
- 1909 : Wanted, a Child : The Father
- 1909 : The Awakening : A Priest
- 1909 : Pippa Passes ou The Song of Conscience : Pippa's Husband
- 1909 : The Little Teacher : Man in Schoolroom
- 1909 : A Change of Heart : The Country Girl's Father
- 1909 : His Lost Love : Mary's Father
- 1909 : The Expiation : Man in Cabin
- 1909 : In the Watches of the Night : John Whitney
- 1909 : Lines of White on a Sullen Sea : Joe
- 1909 : What's Your Hurry? : Mary's Father
- 1909 : The Gibson Goddess : Manager of Beach House
- 1909 : Nursing a Viper : In Mob
- 1909 : The Light That Came
- 1909 : The Restoration : le docteur
- 1909 : Two Women and a Man : At Lawyer's
- 1909 : A Midnight Adventure : Frank's Friend
- 1909 : The Open Gate : George
- 1909 : The Mountaineer's Honor : The Mountain Girl's Father
- 1909 : The Trick That Failed : Gallery Owner
- 1909 : In the Window Recess : Officer Wallace
- 1909 : The Death Disc : A Story of the Cromwellian Period : The Catholic
- 1909 : Through the Breakers : The Doctor
- 1909 : The Red Man's View : Conqueror
- 1909 : Le Spéculateur en grains (On the Floor of the Exchange)
- 1909 : In Little Italy : Tony Guiletto
- 1909 : To Save Her Soul : Manager
- 1909 : The Day After de D.W. Griffith et Frank Powell : A Friend
- 1910 : The Rocky Road : The Farmer
- 1910 : Her Terrible Ordeal : Mr. Curtis
- 1910 : The Honor of His Family : Officer
- 1910 : The Last Deal : The Employer
- 1910 : The Cloister's Touch : Monk
- 1910 : The Woman from Mellon's : James Petersby
- 1910 : One Night, and Then : The Doctor
- 1910 : The Englishman and the Girl : Mr. Thayer
- 1910 : His Last Burglary : The Minister
- 1910 : The Newlyweds : A Parent
- 1910 : Les Liens du destin (The Thread of Destiny) : In the Bar
- 1910 : The Converts : In Bar
- 1910 : The Twisted Trail : Mr. Hendricks
- 1910 : Gold Is Not All : The Doctor
- 1910 : The Two Brothers (short)
- 1910 : As It Is in Life : George Forrester
- 1910 : A Rich Revenge : Oil Speculator
- 1910 : Thou Shalt Not : The Doctor
- 1910 : The Way of the World : The Old Priest
- 1910 : The Unchanging Sea
- 1910 : The Purgation : Policeman
- 1910 : A Child of the Ghetto : Officer Quinn
- 1910 : The Face at the Window : Bartender
- 1910 : The Marked Time-Table : Mr. Powers
- 1910 : A Child's Impulse : On Farm
- 1910 : Muggsy's First Sweetheart : Mabel's Father
- 1910 : A Midnight Cupid : The Country Doctor
- 1910 : What the Daisy Said (non crédité)
- 1910 : A Child's Faith : Mr. Paulton
- 1910 : A Flash of Light : A Doctor
- 1910 : As the Bells Rang Out! : Gilbert Allen
- 1910 : Unexpected Help : The Marshal
- 1910 : An Arcadian Maid : The Man of the House
- 1910 : Her Father's Pride : At Poor Farm
- 1910 : The Usurer : l'usurier
- 1910 : The Modern Prodigal : The Sheriff
- 1910 : Little Angels of Luck : Mr. Rose
- 1910 : A Mohawk's Way : Doctor Van Brum
- 1910 : In Life's Cycle : James Mullen
- 1910 : The Oath and the Man
- 1910 : Rose O'Salem Town : The Puritan
- 1910 : The Iconoclast : The Worker's Employer
- 1910 : That Chink at Golden Gulch : Cowboy
- 1910 : The Broken Doll : Townsman
- 1910 : The Banker's Daughters : The Police Sergeant
- 1910 : The Message of the Violin : George's Father
- 1910 : Waiter No. 5 : The Chief of Police
- 1910 : Simple Charity
- 1910 : Sunshine Sue : Head of the Employment Agency
- 1910 : A Child's Stratagem : On Trolley
- 1910 : The Lesson : Policeman
- 1910 : Winning Back His Love : At Stage Door
- 1911 : When a Man Loves : Tessie's Father
- 1911 : Heart Beats of Long Ago : The Father
- 1911 : Priscilla's Engagement Ring de Frank Powell
- 1911 : What Shall We Do with Our Old? : The Judge
- 1911 : The Lily of the Tenements : Tenement Owner
- 1911 : A Decree of Destiny : A Priest
- 1911 : Conscience : Detective
- 1911 : Was He a Coward? : At Ranch
- 1911 : La Télégraphiste de Lonedale (The Lonedale Operator) : Le télégraphiste
- 1911 : The Spanish Gypsy : Gypsy
- 1911 : The Broken Cross : Postman
- 1911 : The Chief's Daughter : le chef indien
- 1911 : A Knight of the Road : The Rancher
- 1911 : In the Days of '49 : Bill Weston
- 1911 : Enoch Arden Part I : le capitaine
- 1911 : Enoch Arden Part II
- 1911 : The Primal Call : On Ship
- 1911 : Fighting Blood : The Old Soldier
- 1911 : The Ruling Passion : figuration
- 1912 : Lola's Promise
- 1912 : Two Daughters of Eve
- 1912 : Heredity
- 1913 : The Unwelcome Guest (non confirmé)

#### Divers
- 1911 : Turning the Tables : The Husband's Sailor Friend (comme George O. Nicholls)
- 1912 : Flying to Fortune de George Nichols : The Lawyer
- 1912 : A Love of Long Ago de George Nichols : A Monk
- 1912 : Into the Desert de George Nichols : le père
- 1912 : Miss Arabella Snaith de George Nichols : The Clergyman
- 1913 : In the Southland de George Nichols
- 1913 : His Chorus Girl Wife de (???) (comme George Nicholls)

#### Keystone
- 1913 : Foiling Fickle Father (non confirmé - non crédité)
- 1913 : Fatty policeman : (Fatty Joins the Force) de George Nichols : le commissaire de police
- 1913 : Some Nerve de Mack Sennett : The Dinner Guest
- 1914 : The Under-Sheriff de George Nichols : le Shérif
- 1914 : A Flirt's Mistake de George Nichols: 2nd Flirt in Park (non crédité)
- 1914 : Les Bandits du village (In the Clutches of the Gang) de George Nichols : le détective
- 1914 : Charlot fait du cinéma (A Film Johnnie) de George Nichols : l'homme le plus âgé (non crédité)

#### Divers
- 1915 : A Day That Is Gone de (???)
- 1915 : The Forged Testament de George Nichols (comme George O. Nicholls)
- 1915 : When Love Is Mocked de George Nichols
- 1917 : The Son of His Father de Victor Schertzinger : Silas Mallinsbee
- 1917 : The Silent Man de William S. Hart : Preachin' Bill Hardy
- 1918 : Keys of the Righteous de Jerome Storm : Peter Manning
- 1918 : Cœurs du monde de D.W. Griffith : A German Sergeant (non crédité)
- 1918 : Mickey de F. Richard Jones et James Young : Joe Meadows
- 1918 : Battling Jane de Elmer Clifton : Dr. Sheldon (comme George Nicholls)
- 1918 : Fame and Fortune de Lynn Reynolds : 'Big' Dave Dawley (comme George Nicholls)
- 1918 : Borrowed Clothes de Lois Weber : Mary's Father
- 1919 : A Romance of Happy Valley de D.W. Griffith : Jennie's father
- 1919 : The Light of Victory de William Wolbert (en) : Otto Schmidt
- 1919 : The Rebellious Bride de Lynn Reynolds : Grandpa (comme George Nicholls)
- 1919 : Le Tournant (The Turn in the Road) de King Vidor : Hamilton Perry
- 1919 : The Coming of the Law d'Arthur Rosson : Big Bill Dunlavey (comme George Nicholls)
- 1919 : Le Lys brisé (Broken Blossoms) de D.W. Griffith : (non crédité)
- 1919 : When Doctors Disagree de Victor Schertzinger : David Martin
- 1919 : Bill Apperson's Boy de James Kirkwood : Zeke Yarton (comme George Nicholls)
- 1919 : The Wolf de James Young : Andrew MacTavish
- 1919 : Le Secret du bonheur (Victory) de Maurice Tourneur : le capitaine Davidson (non crédité)
- 1919 : The Greatest Question de D.W. Griffith : Martin Cain
- 1920 : Pinto de Victor Schertzinger : Pop Audrey
- 1920 : The River's End de Victor Heerman et Marshall Neilan : le juge Kirkstone
- 1920 : L'Honneur de la famille (The Family Honor), de King Vidor : Mayor Curran
- 1920 : Love's Protegé de Walter Wright : James Bristol
- 1920 : The Orphan de J. Gordon Edwards : le shérif Jim Shields
- 1920 : The Joyous Troublemaker de J. Gordon Edwards : Cash Truit
- 1920 : Au fond de l'océan (Deep Waters) de Maurice Tourneur : le capitaine Joe Bell
- 1920 : The Iron Rider de Scott R. Dunlap : John Lannigan (comme George Nicholls)
- 1920 : Nineteen and Phyllis de Joseph De Grasse : l'oncle, Daniel Cavanaugh
- 1921 : Oliver Twist, Jr. de Millard Webb : le maître d'école
- 1921 : La Reine de Saba (Queen of Sheba) de J. Gordon Edwards : King David
- 1921 : Live and Let Live de Christy Cabanne : Judge Loomis
- 1921 : The Fox de Robert Thornby : Sheriff Mart Fraser
- 1921 : La Tare (Shame) de Emmett J. Flynn : Jonathan Fielding
- 1921 : Rêve de seize ans (Molly O') de F. Richard Jones : Tim O'Dair
- 1922 : The Barnstormer de Charles Ray : Joel's Father
- 1922 : Don't Get Personal de Clarence G. Badger : Silas Wainwright
- 1922 : One Glorious Day de James Cruze : Pat Curran
- 1922 : Step Forward de William Beaudine et F. Richard Jones
- 1922 : Le Dernier des Don Farel (The Pride of Palomar) de Frank Borzage : Conway
- 1922 : The Flirt de Hobart Henley : Papa Madison
- 1923 : The Ghost Patrol de Nat Ross : Donald Patrick Dorgan
- 1923 : Suzanna de F. Richard Jones : Don Fernando Reyes
- 1923 : The Phantom Fortune de Robert F. Hill
- 1923 : Children of the Dust de Frank Borzage : Terwilliger's Stepfather
- 1923 : Or et Poison (Don't Marry for Money) de Clarence Brown : Amos Webb
- 1923 : The Miracle Makers de W.S. Van Dyke : Captain Joe Mansfield
- 1923 : The Extra Girl de F. Richard Jones : Zachariah 'Pa' Graham
- 1923 : The Country Kid de William Beaudine : Mr. Grimes
- 1923 : Let's Go de William K. Howard : Jake Frazer
- 1924 : Daughters of Today de Rollin S. Sturgeon : Dirk Vandegrift
- 1924 : Secrets de Frank Borzage : William Marlowe
- 1924 : The Silent Stranger d'Albert S. Rogell : Silas Horton, Banker
- 1924 : The Midnight Express de George W. Hill : John Oakes
- 1924 : The Red Lily de Fred Niblo : Concierge
- 1924 : The Slanderers de Nat Ross : Todd Calkins
- 1924 : The Beautiful Sinner de W.S. Van Dyke : Benson
- 1924 : The Silent Watcher de Frank Lloyd : Jim Tufts, stage doorman
- 1924 : East of Broadway de William K. Howard : Officer Gaffney
- 1924 : Geared to Go d'Albert S. Rogell
- 1925 : Capital Punishment de James Patrick Hogan : Warden
- 1925 : Fraternité (Proud Flesh) de King Vidor : l'oncle espagnol
- 1925 : The Light of Western Stars de William K. Howard : Billy Stillwell
- 1925 : Déchéance (The Goose Woman) de Clarence Brown : Détective Lopez
- 1925 : La Veuve joyeuse (The Merry Widow) de Erich von Stroheim : Le portier (non crédité)
- 1925 : His Majesty, Bunker Bean de Harry Beaumont : Jim Breede
- 1925 : L'Aigle noir (The Eagle) de Clarence Brown : Le juge
- 1926 : Broken Hearts of Hollywood de Lloyd Bacon : Chef des détective
- 1926 : Sea Horses de Allan Dwan : Marx
- 1926 : Bachelor Brides de William K. Howard : Henry Bowing
- 1926 : Rolling Home de William A. Seiter : Col. Lowe
- 1926 : Vagabond malgré elle (Miss Nobody), de Lambert Hillyer : Le Shérif
- 1926 : Senor Daredevil d'Albert S. Rogell : 'Tiger' O'Flagherty
- 1926 : Flames de Lewis H. Moomaw : James Travers
- 1926 : Gigolo de William K. Howard : Pa Hubbel
- 1926 : The Timid Terror de Del Andrews : Amos Milliken
- 1927 : Finger Prints de Lloyd Bacon : S.V. Sweeney
- 1927 : White Gold de William K. Howard : Carson, Alec's Father
- 1927 : L'Enfer noir (White Flannels) de Lloyd Bacon : Jacob Politz
- 1927 : Ritzy de Richard Rosson : Nathan Brown
- 1928 : La Symphonie nuptiale (The Wedding March) de Erich von Stroheim : Fortunat Schweisser - l'industriel

### En tant que réalisateur
- 1911 : The Higher Law (en)
- 1911 : Cinderella (comme George O. Nichols)
- 1911 : She (en)
- 1912 : The Passing
- 1912 : The Arab's Bride (it)
- 1912 : Extravagance
- 1912 : Flying to Fortune (it)
- 1912 : Nicholas Nickleby (en) (comme George O. Nichols)
- 1912 : The Taming of Mary
- 1912 : The Golf Caddie's Dog
- 1912 : For Sale ou A Life
- 1912 : The Girl of the Grove
- 1912 : A Love of Long Ago
- 1912 : Into the Desert
- 1912 : Rejuvenation
- 1912 : The Cry of the Children (comme George O. Nichols)
- 1912 : Dora Thorne
- 1912 : Miss Arabella Snaith (it)
- 1912 : The Saleslady
- 1912 : Love's Miracle
- 1912 : Jess
- 1912 : The Ring of a Spanish Grandee
- 1912 : Whom God Hath Joined (it)
- 1912 : Hill Folks (comme George O. Nicholls)
- 1912 : Called Back
- 1912 : In Blossom Time
- 1912 : Out of the Dark
- 1912 : Ma and Dad
- 1912 : Under Two Flags
- 1912 : Pa's Medicine (comme George O. Nichols)
- 1912 : Hazers Hazed
- 1912 : The Celebrated Case
- 1912 : Gentleman Joe (non confirmé)
- 1913 : It Might Have Been
- 1913 : On the Threshold
- 1913 : The Supreme Sacrifice
- 1913 : The First Prize
- 1913 : Dolores' Decision
- 1913 : Tamandra, the Gypsy
- 1913 : Women of the Desert (comme George O. Nicholls)
- 1913 : A Florida Romance
- 1913 : In the Harem of Haschem
- 1913 : A Mock Marriage
- 1913 : Retribution
- 1913 : Kidnapping Father (non confirmé)
- 1913 : The Great Pearl (non confirmé)
- 1913 : From Ignorance to Light (non confirmé)
- 1913 : Her Husband's Picture (non confirmé)
- 1913 : On Her Wedding Day
- 1913 : The Call of the Heart
- 1913 : Into the Light
- 1913 : In the Southland
- 1913 : Fatty at San Diego
- 1913 : A Small Time Act
- 1913 : Wine (en)
- 1913 : Fatty policeman (Fatty Joins the Force)
- 1913 : Une course à la mairie (en) (Ride for a Bride)
- 1913 : Les Flirts de Fatty (en) (Fatty's Flirtation)
- 1913 : His Sister's Kids (en)
- 1913 : He Would a Hunting Go
- 1914 : Fatty shérif (The Under-Sheriff)
- 1914 : A Flirt's Mistake
- 1914 : Les Bandits du village (In the Clutches of the Gang)
- 1914 : Les Noces de Fatty (Rebecca's Wedding Day)
- 1914 : Mabel's Bear Escape (comme George O. Nicholls)
- 1914 : A Robust Romeo
- 1914 : Twixt Love and Fire
- 1914 : Charlot fait du cinéma (A film Johnnie)
- 1914 : Charlot entre le bar et l'amour (His Favorite Pastime)
- 1914 : Charlot marquis (Cruel, Cruel Love)
- 1914 : Charlot aime la patronne (The Star Boarder)
- 1914 : The Passing of Izzy (comme George O. Nicholls)
- 1914 : Finnigan's Bomb (comme George O. Nichols)
- 1914 : Mabel's Nerve (comme George O. Nicholls)
- 1914 : Mabel's New Job (en) (comme George O. Nicholls)
- 1915 : The Eternal Feminine
- 1915 : A Man and His Work (comme George O. Nicholls)
- 1915 : The Forged Testament (comme George O. Nicholls)
- 1915 : A Man's Prerogative
- 1915 : Ghosts coréalisé avec John Emerson
- 1915 : The Isle of Content
- 1915 : The Scarlet Lady
- 1915 : When Love Is Mocked
- 1915 : The Man with the Iron Heart
- 1915 : The Sculptor's Model (comme George O. Nicholls)
- 1915 : The Lost Messenger (comme George O. Nicholls)
- 1915 : The Print of the Nails (comme George O. Nicholls)
- 1915 : Locked In (comme George O. Nicholls)
- 1916 : Why Love Is Blind (comme George O. Nicholls)
- 1916 : Tom Martin: A Man (comme George O. Nicholls)
- 1916 : The Grinning Skull (comme George O. Nicholls)